# The Lucky Nine
The Lucky Nine ist eine englische Rockgruppe aus London. Obwohl sich die Band gegen die Kategorisierung als Supergroup wehrt, sind die Bandmitglieder allesamt aus anderen Musikgruppierungen bekannt. Trotz teilweise weiter bestehender Verpflichtungen in diesen Bands soll The Lucky Nine nicht als kurzlebiges Seitenprojekt verstanden werden, sondern als feste Band.
Der Bandname (engl.: Die glückliche Neun) ist eine Anspielung auf die vielfach positiv konnotierte Zahl Neun.

## Geschichte
Der Ursprung von The Lucky Nine liegt im Jahr 2001, als Daniel P. Carter (Gitarre) während der Arbeiten zum Album Hi-fi Serious seiner Hauptband A Songs komponierte, die nicht zum Konzept dieser Platte passten. Mit Hilfe von Richie Mills (Schlagzeug, Ex-Cable/-earthtone9/-Sunna) nahm der normalerweise Bass spielende Carter die Songs auf Demobasis auf.

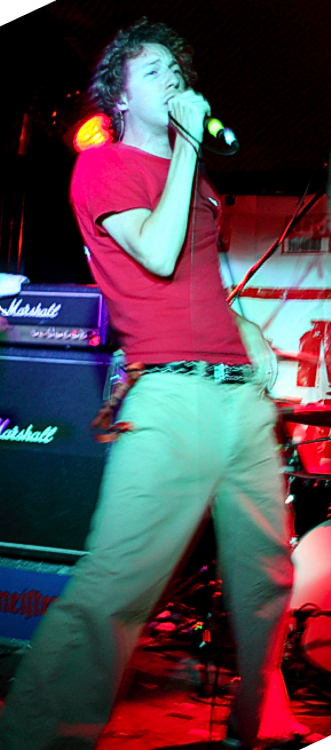
Colin Doran live im Jahr 2005

Nachdem anfängliche Versuche, selbst zu singen, nicht zur Zufriedenheit der beiden verliefen, entschieden sie sich dazu, verschiedene Gastsänger einzuladen, um diese jeweils ein einzelnes Stück einsingen zu lassen. Unter anderem wurden Colin Doran von Hundred Reasons, Ian Watkins von Lostprophets, Matt Davies von Funeral for a Friend und Daryl Palumbo von Glassjaw angefragt. Doran reagierte als Erster und lieh gleich drei anstatt wie ursprünglich geplant nur einem Song seine Stimme. Die Ergebnisse überzeugten die Beteiligten so sehr, dass sie die schon vorher beendeten und zu diesem Zeitpunkt lediglich gesangslosen Songs nochmals komplett neu aufnahmen und Doran in Folge fest in die Band einstieg.
Kurz darauf ergab sich für The Lucky Nine die Chance, als Vorband auf eine Tour mit Hell Is for Heroes zu gehen, so dass kurzfristig die Band vervollständigt werden musste. Die Wahl fiel auf Jason David Rowe (Bass, Iodine) und Ben Doyle (Gitarre, ehemals Above All). Noch vor ihrer ersten Veröffentlichung teilten sich The Lucky Nine des Weiteren eine Bühne mit The Used und Head Automatica.
Obwohl fast alle Songs für ein volles Album fertig eingespielt waren, veröffentlichte man Anfang 2005 zuerst noch eine EP (The Lucky Nine EP; auch bekannt als Mighty Atom EP,) für die drei zusätzliche Titel geschrieben und aufgenommen wurden.
Es folgten unter anderem im Mai ein Mini-Festival mit Funeral for a Friend, Finch und Brand New und ein Auftritt beim Download-Festival im Juni des gleichen Jahres. Während September 2005 spielte The Lucky Nine zur Bewerbung ihres ersten vollen Albums True Crown Foundation Songs eine Clubtour in Japan als Vorband von A. Angesichts der nicht unerheblichen Verzögerungen seit den ersten Aufnahmen hatte die Band zu diesem Zeitpunkt jedoch bereits einen Großteil der Stücke für ein weiteres Album geschrieben.
Im November war die Band als Vorband für die gesamte UK-Tour der Bloodhound Gang angestellt. Im März 2006 spielte The Lucky Nine zusammen mit den neu formierten Will Haven.
Über das von Ingo Knollmann (Donots) geleitete Label Solitary Man Records werden die Alben von The Lucky Nine auch auf dem japanischen Markt vertrieben.

## Stil
Die Bandmitglieder führen als ihre größten Einflüsse die Deftones, Fugazi, Tool, Refused und Biffy Clyro an.
Die Musik der „begnadeten Band“ lässt sich grob als Post-Hardcore mit Einflüssen aus Metal und Rock beschreiben. Das Debütalbum verbindet dabei „die Intensität und den Groove des zeitgemässen Metal mit der Disziplin des klassischen Progressive Hardcore“ und führt den Hörer „auf einen Trip aus gewaltigem Noise a la Refused/Converge und bestechender Dynamik.“
Dabei erinnert The Lucky Nine immer wieder an Bands wie Quicksand, Stretch Arm Strong, obengenannte Deftones oder Tool.

## Diskografie

### Alben
- The Lucky Nine EP (Mighty Atom Records, 14. März 2005)
- True Crown Foundation Songs: Hymns Of History And Hidden Ritual (Hassle Records, 26. September 2005)

### Singles
- Vessel & Vine / Sweet Dreams, Lilac... (19. September 2005, vom Album True Crown Foundation Songs)